# Pegaso 6038
Le Pegaso 6038 est un autobus urbain réalisé sur un châssis autoporteur produit par le constructeur espagnol ENASA entre 1980 et 1986. Comme de coutume, il a été commercialisé sous la marque Pegaso. Il succède au Pegaso Viberti Monotral.

## Histoire
L'autobus Pegaso 6038 est l'équivalent du modèle 5024 dans la vaste gamme du constructeur espagnol ENASA. C'est à partir de 1978 que les compagnies de transports urbains EMT de Valence et AUCORSA de Córdoba ont sollicité ENASA pour obtenir un véhicule de conception moderne pour remplacer les anciens modèles toujours en fabrication.
Cet autobus, développé très rapidement, est un des rares modèles ENASA qui n'ait jamais retenu toute l'attention et le savoir faire des techniciens de l'entreprise lors de son développement. Il a été considéré comme un remède d'urgence pour pallier les problèmes liés à l'obsolescence des autobus urbains espagnols, que même les nouveaux modèles ENASA ne pouvaient pas résoudre en raison de leurs défauts de conception. 
L'autobus Pegaso 6038 s'est vite fait remarquer avec la grande signalétique, occupant toute la partie avant.
L'origine du "6038" remonte à 1976 quand la société Tranvías de Barcelona Transport métropolitain de Barcelone a commencé à tester deux prototypes du modèle Pegaso 6050, un nouvel autobus urbain avec un moteur arrière et une structure autoportante de type Viberti Monotral qui offrait une hauteur de plancher sensiblement plus bas que dans les autres autobus, situé à moins de 60 cm de la route, ce qui permettait d'avoir une seule marche pour y accéder. Le nouvel autobus avait un design d'inspiration italienne où les lignes droites tendues dominaient, ce qui permettait des fenêtres plus grandes, tout en lui donnant un air très moderne. 
Ces tests faisaient partie du programme de renouvellement de la flotte des autobus de Barcelone, remplacer les anciens Pegaso Viberti 6035 Monotral obsolètes, dont la mise en service remontait aux années 1960. Le résultat obtenu fut jugé trop médiocre au point de faire renoncer la société municipale des transports de Barcelone à acheter les Pegaso 6050. Seuls la conception de la carrosserie autoportante avec le moteur placé à l'arrière et l'aménagement intérieur ont été jugés valables par T.B.. 
En raison de l'urgence du renouvellement de la flotte, et compte tenu des résultats obtenus avec le Pegaso 6050, ENASA a décidé de développer un autobus sur la base technique déjà expérimentée du Pegaso 6035, mais en le dotant d'un moteur plus puissant et d'une boîte de vitesses semi-automatique avec une carrosserie similaire à celle du 6050. Ainsi est né le Pegaso 6038, un modèle qui n'a jamais vraiment fait partie des projets d'ENASA mais qui a permis le renouvellement de nombreuses flottes. Dans la gamme du constructeur, il sera le deuxième modèle le plus vendu avec 2 500 exemplaires, derrière le 6035. 
Ce modèle a été particulièrement apprécié par l' EMT de Madrid qui, pendant les 6 ans que le 6038 est resté au catalogue ENASA, a compté 884 exemplaires dans son parc, soit plus de 33% de la production totale. L'autobus 6038 est devenu le symbole des transports urbains de surface espagnol des années 1980. Beaucoup d'autres compagnies de transports urbains ont utilisé le 6038 comme TMB, l' EMT de Valence, les Transportes Aura SA à Jerez de la Frontera, et pratiquement la grande majorité des capitales des provinces espagnoles. À partir du milieu des années 1980, de nouveaux modèles sont apparus, comme le Pegaso 6424 mais surtout, avec l'ouverture des frontières au sein de la Communauté Européenne, les concurrents étrangers comme les DAF SB-220, Mercedes-Benz O-405, Iveco CityClass, etc., qui ont accéléré son déclin rapide. 
Le Pegaso 6038 a été radié du parc de l'EMT de Madrid en 1999 alors que la Compagnie des bus urbains de Burgos l'a utilisé jusqu'en 2006. Cette compagnie est la seule à avoir acquis la version articulée du 6038, le Pegaso 6038-A. 
Tout comme cela a été engagé avec l'autobus ENASA-Pegaso le plus produit, le Pegaso Viberti Monotral, plusieurs exemplaires du Pegaso 6038 ont été sauvegardés et certains restaurés au titre de la sauvegarde du patrimoine et conservation des véhicules historiques.

## Modèles
La gamme Pegaso 6038 comprend 2 versions différentes : 
- 6035 Standard de série,
- 6035-A articulé.

2.500 unités ont été fabriquées, aucun exemplaire n'a été exporté.

## Caractéristiques techniques
Le Pegaso 6038 dérive des deux modèles qui l'ont précédé. Sa structure et le design général sont directement dérivés du Pegaso 6050 tandis que la partie mécanique (moteur, transmission, etc.) est très similaire au vétéran de l'époque, le Pegaso Viberti 6035 Monotral. 
Le Pegaso 6038 est constitué d'une structure autoportante de type monocoque, constituant un seul ensemble corps + châssis, ce qui confère au véhicule une plus grande résistance et rigidité et, d'autre part, contribue à réduire le poids à vide. D'une longueur de 11.340 mm, conforme au code de la route espagnol de l'époque, il appartient à la catégorie des autobus "standard". Le véhicule quittait l'usine ENASA partiellement carrossé, avec seulement sa structure complètement finie. Les carrossiers comme Castrosua ou Unicar assuraient l'habillage final et l'aménagement intérieur du véhicule. 
Le véhicule avec caisse rigide comprend deux essieux, l'un directeur à l'avant, l'autre jumelé et moteur à l'arrière. Le moteur, placé sous le plancher juste derrière l'essieu avant est le Pegaso Diesel type 9107. La boîte de vitesses de série est manuelle sans embrayage, de type Wilson GB 340. En option une boîte semi-automatique Voith D-851 ou ZF HP-500 ou Wilson à 3 ou 4 vitesses. 